# 佩德羅·羅保
佩德羅·若澤·羅保博士（Dr. Pedro José Lobo，1892年1月12日—1965年10月1日），二次大戰期間澳門經濟主管、文化活動提倡者。他是香港行政立法兩局議員羅保的父親，故又稱老羅保。
羅保在生於帝汶，四歲時隨養父定居澳門，1927年開始當公務員，後來獲澳門總督委任為經濟主管和專責處理對日本的外交事務，故當時澳門免受日本入侵，都有賴於羅保博士。
而為了解決澳門的糧食不足等問題，羅保博士便與一些宗教團體合作組織派米中心，而且也捐獻了自己的大部份財產，使澳門平穩地渡過了二戰餘下的日子，至戰事結束後，澳門人口急降回15萬。
另外，羅保博士又提倡文化活動，成立了音樂文化協會和綠邨電台，自此當時澳門多個界別的人士都非常支持他。後來他獲澳葡政府頒授帝國勳章和殷皇子勳章，1956年9月18日澳門市政廳召開市政會議將位於殷皇子大馬路中間的一條新闢街道命名為「羅保博士街（Rua do Dr. Pedro José Lobo）」，以紀念羅保博士有此功績，並於10月18日刊憲落實。在街道命名典禮中，羅保博士更榮獲澳門榮譽市民的稱號。
後來羅保博士移居香港，並於1965年10月1日在香港逝世。